# Dudek madagaskarski
Dudek madagaskarski (Upupa marginata) – gatunek średniej wielkości ptaka z rodziny dudków (Upupidae). Występuje endemicznie na Madagaskarze, nie jest zagrożony wyginięciem.

## Systematyka
Jest to gatunek monotypowy. Dawniej bywał uznawany za podgatunek dudka zwyczajnego.

## Morfologia
Długość ciała (dla okazów z Muzeum Brytyjskiego) wynosi około 30,4 cm, z czego 6,6 cm przypada na dziób, zaś 11,1 cm na ogon. Skrzydło mierzy 14,7 cm, skok 2,2 cm. Upierzenie podobne jak u dudka zwyczajnego (U. epops epops). Wierzch ciała w ciepłym odcieniu brązu. Kuper biały. Lotki I rzędu czarne z szerokim białym pasem. Lotki II rzędu czarne, białe u nasady. Spód ciała płowy, jasny. Głowa rudawa, długi ruchomy czub z czarnym zakończeniem.

## Zasięg występowania
Spotykany na terenie całego Madagaskaru do wysokości 1500 m n.p.m., na powierzchni około 689 000 km². Zasiedla zarówno lasy, obszary trawiaste i sawannę, jak i obszary rolnicze, plantacje czy wiejskie ogrody.

## Jaja
Jaja w kolekcji Muzeum Brytyjskiego mają wymiary ok. 2,3–2,6 × 1,6–1,8 cm, są barwy szarawej.

## Status
IUCN uznaje dudka madagaskarskiego za gatunek najmniejszej troski (LC, Least Concern) nieprzerwanie od 1988 roku. Liczebność populacji nie została oszacowana, ale ptak ten opisywany jest jako lokalnie pospolity. Trend liczebności populacji jest uznawany przez BirdLife International za stabilny ze względu na brak dowodów na spadki liczebności bądź istotne zagrożenia dla gatunku.